# Оросій
Павло Оросій (лат. Paulus Orosius; близько 375–420) — історик і християнський теолог. Автор «Historiarum adversum paganos». Також — Орозій.

## Біографія
Про життя Оросія залишилося небагато документальної інформації. Фактично джерела містять відомості про його життя лише в період з 414 по 418. В основному це повідомлення Августина Блаженного та деяких інших його сучасників, а також рідкісні автобіографічні нотатки самого Орозія.
Місцем його народження більшістю вчених визначається римська провінція Галіккія (суч. Галісія), зокрема — околиці міста Брага, однак це робиться лише на підставі того, що до поїздки до Августина Оросій займав в Бразі єпископську кафедру. З іншого боку друга частина імені «Оросій» багатьма визнається як така, що має грецьке походження (від грецького «oros»- гора) з додаванням римського закінчення«ius». Найсміливішу спробу визначити батьківщину Оросія зробив французький дослідник Марі-П'єр Арно-Лінде, який на підставі деяких цитат з «Історії проти язичників» і відрізняється дивовижною докладністю опису Оросієм британських островів, що відрізняється дивовижною докладністю, зробив висновок про британське походження історика.
Вперше Орозій з'являється на історичній сцені, прибувши в 414 в Гіппон до Августина Блаженного. Метою його поїздки є з'ясування у «вчителя церкви» спірних моментів, що стосуються навчання іспанського єресіарха Прісцілліана, які Оросій сформулював у першій відомій своїй праці "Повчання щодо омани прісцілліан і орігеністів "(лат. Commonitorium de errore Priscillianistarum et Origenistarum). Августин підтримав іспанського єпископа і відповів йому у своїй роботі «Проти прісцілліан і орігеністів» (лат. Ad Orosium contra Priscillianistas et Origenistas).
Потім Оросій за порадою Августина з отриманою від нього рекомендацією вирушає до Ієроніма Блаженного у Вифлеєм, де потрапляє в саму гущу боротьби з Пелагієм і його доктриною. Прихильники Пелагія після Карфагенського собору 411 осіли в Палестині та мали там значну підтримку. У 415 на соборі в Єрусалимі, де розглядалися звинувачення проти Пелагія, Оросій виступав на стороні обвинувачів, зокрема зачитавши листа Августина проти пелагіанства (на які було отримано відому відповідь Пелагія: "А хто мені Августин? "(лат. Et quis est mihi Augustinus ?)). Проте позиція ортодоксів не знайшла значної підтримки та звинувачення з Пелагія були зняті. Оросій відповів на це написанням твору «Апологетика проти пелагіан» (лат. Liber apologeticus contra Pelagianos).
Не домігшись осуду єресі, Оросій повертається в північну Африку, по дорозі доставивши листа Івана, єпископа Єрусалима, до Папи Інокентія I. Крім того Оросій привозить з собою з Палестини лист Ієроніма Августину і мощі Святого Стефана Мученика. Після повернення Оросій поселяється в Карфагені, де пише протягом року основну працю свого життя «Історію проти язичників» (лат. Historiae adversum paganos).
Закінчивши написання книги восени 417, Павло Оросій направляється на Балеарські острови, де передає єпископу острова Менорка Северу мощі Св. Стефана. Пробувши недовго на Менорці, на початку 418 він знову направляється до Африки. Після цього повідомлення Оросій зникає зі згадок про сучасних християнських вчених і не з'являються його нові праці, на підставі чого робляться висновки про те, що Оросій незабаром вмирає.

## Праці
- «Historiarum adversum paganos» (417—418)

## Інші відомості
Павло Оросій — один з персонажів « Божественної комедії» Данте Аліг'єрі (розділ «Рай»).